# 阿蘇神社
阿蘇神社（阿蘓神社）是位在日本熊本縣阿蘇市的神社。為式內社（名神大社）、肥後國一宮、舊社格為官幣大社（現神社本廳的別表神社）。日本全國450座阿蘇神社之總本社。
樓門與拜殿於2016年熊本地震中倒塌，至2023年年底才修復完工。

## 祭神
神武天皇之孫健磐龍命（一宮）、其妃神之阿蘇都比咩命（二宮）等以下12柱神，總稱「阿蘇十二神」。
- 一之神殿（左手）
  - 一宮─健磐龍命
  - 三宮─國龍神（二宮之父）
  - 五宮─彥御子神（一宮之孫）
  - 七宮─新彥神（三宮之子）
  - 九宮─若彥神（七宮之子）
- 二之神殿（右手）
  - 二宮─阿蘇都比咩命（一宮之妃）
  - 四宮─比咩御子神（三宮之妃）
  - 六宮─若比咩神（五宮之妃）
  - 八宮─新比咩神（三宮之子）
  - 十宮─彌比咩神（七宮之妃）
- 諸神殿（最奧）
  - 十一宮─國造速瓶玉神（一宮之子）
  - 十二宮─金凝神（一宮之叔父）
- 全國式內社御祭神3132座

## 外部連結
- （日語）阿蘇神社

32°56′52″N 131°06′57.5″E / 32.94778°N 131.115972°E